# نوکیا ان۸۵
نوکیا ان۸۵ یک گوشی از سری ان شرکت نوکیا است.
نوکیا ان۸۵ بیست و دومین عضو از سری ان شرکت نوکیا است. در جعبه گوشی یک کارت هشت گیگابایتی میکرواس‌دی٬ شارژر، دی‌وی‌دی نصب و دفترچه راهنما شامل هدست سیمی همراه با ریموت، کابل خروجی تلویزیون و کابل میکرو یواس‌بی اتصال به رایانه و پورت شارژر به شکاف میکرو یواس‌بی گوشی وجود دارد. 
این گوشی دارای یک دوربین ۵ مگاپیکسلی مجهز به عدسی کارل زایس، جی‌پی‌اس، قابلیت کشویی، حافظه داخلی بالا و غیره می‌باشد. ابعاد آن ۱۶×۵۰×۱۰۳ میلی‌متر و وزن آن ۱۲۸ گرم است. رویه گوشی را صفحه نمایش بزرگ ۲٫۶ اینچی (با ۱۶ میلیون رنگ) احاطه کرده‌است و به نمایشگر OLED مجهز شده‌است. این گوشی از سیستم‌عامل سیمبیان نسخه ۹٫۳ و واسط کاربری سری ۶۰ ویرایش ۳٫۲ بهره می‌برد.

## مشخصات کلی
| عمومی                   |                                                                  |
| تاریخ معرفی             | اوت ۲۰۰۸                                                         |
| شبکه نسل دوم            | GSM ۸۵۰ / ۹۰۰ / ۱۸۰۰ / ۱۹۰۰                                      |
| شبکه نسل سوم            | HSDPA ۹۰۰ / ۱۹۰۰ /۲۱۰۰                                           |
| ظاهری                   |                                                                  |
| ابعاد                   | ۱۶×۵۰×۱۰۳ میلی‌متر                                                |
| وزن                     | ۱۲۸ گرم                                                          |
| رنگ                     | مشکی                                                             |
| شکل                     | کشویی دو طرفه                                                    |
| نمایشگر                 |                                                                  |
| نوع                     | ئوال‌ئی‌دی، ۱۶ میلیون رنگ                                          |
| اندازه                  | ۲٫۶ اینچ                                                         |
| دقت                     | ۳۲۰×۲۴۰ پیکسل                                                    |
| قابلیت‌ها                | حسگر شتاب‌سنج برای چرخش خودکار                                    |
| دوربین                  |                                                                  |
| کیفیت                   | ۵MP                                                              |
| اندازه تصویر            | ۱۹۴۴×۲۵۹۲ پیکسل                                                  |
| فیلم‌برداری              | وی‌جی‌ای، ۴۸۰×۶۴۰ پیکسل ۳۰ فریم بر ثانیه                           |
| فلاش                    | ال‌ئی‌دی                                                           |
| قابلیت‌ها                | بزرگ‌نمایی دیجیتالی، عدسی کارل زایس، فوکوس خودکار                 |
| دوربین دوم              | وی‌جی‌ای برای مکالمه تصویری                                        |
| باتری                   |                                                                  |
| نوع                     | باتری لیتیوم یون ۱۲۰۰ میلی‌آمپرساعت (BL-5K)                       |
| زمان آماده‌باش           | ۳۶۳ ساعت (نسل ۲) ۳۶۰ ساعت (نسل ۳)                                |
| زمان مکالمه             | ۶ ساعت و ۵۰ دقیقه (نسل ۲) ۴ ساعت و ۳۰ دقیقه (نسل ۳)              |
| چندرسانه‌ای              |                                                                  |
| پخش موسیقی              | MP3/WMA/WAV/RA/AAC/M4A                                           |
| پخش ویدئویی             | WMV/RV/MP4/3GP                                                   |
| رادیو                   | رادیو اف‌ام استریو با آردی‌اس                                      |
| حافظه                   |                                                                  |
| حافظه داخلی             | ۸۵ مگابایت                                                       |
| کارت حافظه              | میکرو اس‌دی، ۸ گیگابایت                                           |
| زنگ گوشی                |                                                                  |
| نوع                     | پلی‌فونیک، مونوفونیک، ام‌پی‌تری                                     |
| لرزاننده                | دارد                                                             |
| مدیریت تماس             |                                                                  |
| دفترچه تلفن             | نامحدود                                                          |
| گزارش تماس‌ها            | با جزئیات، حداکثر ۳۰ روز                                         |
| فرمان و شماره‌گیری صوتی  | دارد                                                             |
| نمایش تصویر تماس گیرنده | دارد                                                             |
| ارتباطی                 |                                                                  |
| GPRS                    | کلاس ۳۲، ۱۰۷ کیلوبیت بر ثانیه                                    |
| HSCSD                   | دارد                                                             |
| EDGE                    | ۳۲، ۲۹۶ کیلوبیت بر ثانیه دی‌تی‌ام کلاس ۱۱، ۱۷۷ کیلوبیت بر ثانیه    |
| 3G                      | HSDPA، مگابیت بر ثانیه                                           |
| شبکه محلی بیسیم         | دارد                                                             |
| Bluetooth               | دارد، نسخه ۲                                                     |
| فروسرخ                  | ندارد                                                            |
| یواس‌بی                  | میکرو یواس‌بی نسخه ۲                                              |
| نرم‌افزاری               |                                                                  |
| سیستم‌عامل               | سیمبیان ۹٫۳                                                      |
| واسط کاربری             | سری ۶۰ ویرایش سوم                                                |
| پشتیبانی جاوا           | دارد                                                             |
| سایر                    |                                                                  |
| پردازنده                | ARM 11 369 MHz                                                   |
| GPS                     | دارد به همراه پشتیبانی A-GPS                                     |
| پیام‌رسانی               | پیام‌کوتاه، پیام چندرسانه‌ای، پست الکترونیکی، پیام فوری            |
| پست الکترونیکی          | آی‌ام‌ای‌پی، POP3، SMTP                                             |
| مرورگر اینترنت          | HTML، xHTML، VIP                                                 |
| نمایش اسناد الکترونیکی  | PDF، WORD، Excel، Power Point                                    |
| بازی                    | دارد، سازگاری با بازی‌های N-GAGE                                  |
|                         | تی۹ ویرایشگر تصویر و ویدئو ورودی صوتی ۳٫۵ میلی‌متر خروجی تلویزیون |